# Tony Robinson
Sir Tony Robinson (Leytonstone, 15 agosto 1946) è un attore britannico.
È popolare soprattutto per avere interpretato il ruolo di Baldrick nella serie televisiva Blackadder, al fianco di Rowan Atkinson. 

## Biografia
Dopo il fortunato impegno nella sit-com della BBC Blackadder (1983-1989), lavora per l'emittente televisiva britannica Channel 4, conducendo Time Team, un programma focalizzato su ricerche e scavi archeologici.
Alla fine degli anni ottanta crea e interpreta la commedia televisiva per bambini Maid Marian and her Merry Men.
È un attivo sostenitore del Partito Laburista, partecipando alle campagne elettorali del suo partito.

## Filmografia parziale

### Cinema
- Ispettore Brannigan, la morte segue la tua ombra (Brannigan), regia di Douglas Hickox (1975)
- La storia infinita 3 (Die unendliche Geschichte 3 – Rettung aus Phantasien), regia di Peter MacDonald (1994)

### Televisione
- Blackadder (1983-1989, 1999) - Baldrick
- Nellie the Elephant (1989-1990) - voce narrante e maschile
- Maid Marian and her Merry Men (1989-1994) - Sceriffo di Nottingham, creatore e sceneggiatore

## Programmi TV
- Time Team (1994-2013) - Conduttore
- Nel regno delle fate (1999) - voce